# Llista de seleccions de la UEFA-CAF Meridian Cup 2007
Seleccions de la UEFA-CAF Meridian Cup 2007.

## Àfrica
| Dorsal | País                     | Nom                     | Posició     |
| ------ | ------------------------ | ----------------------- | ----------- |
| 1      | Costa d'Ivori            | Christian Fabrice Okoua | Porter      |
| 2      | Gàmbia                   | Steevy Nzambe           | Defensa     |
| 3      | Costa d'Ivori            | Konan Ruffin N'Gouan    | Defensa     |
| 4      | Burkina Faso             | Mahamadi Bande          | Defensa     |
| 5      | Sud-àfrica               | Ramahlwe Mphahlele      | Defensa     |
| 6      | República Centreafricana | Junior Maurice Gourrier | Defensa     |
| 7      | Eritrea                  | Samuel Gebrehiwet       | Migcampista |
| 8      | Camerun                  | Aser Pierrick Dipanda   | Migcampista |
| 9      | Gabon                    | Ulrick Boucka           | Davanter    |
| 10     | Camerun                  | Lionnel Franck Djimgou  | Davanter    |
| 11     | Camerun                  | Etienne Emmanuel Eto'o  | Davanter    |
| 12     | Eritrea                  | Yosief Zeratsion        | Porter      |
| 13     | Ghana                    | Felix Mensah Donkor     | Migcampista |
| 14     | Marroc                   | Saddik Boulaouali       | Defensa     |
| 15     | Algèria                  | Mohamed Fadel           | Davanter    |
| 16     | Sud-àfrica               | Kemokho Cissokho        | Defensa     |
| 17     | Senegal                  | Serigne Amath Gueye     | Davanter    |
| 19     | Mali                     | Boubacar Bangoura       | Davanter    |
| 21     | Tunísia                  | Habib Tounsi            | Porter      |
| 22     | Senegal                  | Cheick Sy               | Migcampista |

## Europa
| Dorsal | País             | Nom                 | Posició     |
| ------ | ---------------- | ------------------- | ----------- |
| 1      | Rússia           | Evgeni Pomazan      | Porter      |
| 2      | Alemanya         | Björn Kopplin       | Defensa     |
| 3      | República Txeca  | Jan Polák           | Defensa     |
| 4      | Israel           | Dor Malul           | Migcampista |
| 5      | República Txeca  | Jan Hable           | Migcampista |
| 6      | Sèrbia           | Nikola Gulan        | Defensa     |
| 7      | Alemanya         | Marko Marin         | Migcampista |
| 8      | Hongria          | Ádám Dudás          | Migcampista |
| 9      | Rússia           | Aleksandr Prudnikov | Davanter    |
| 10     | Espanya          | Aarón Ñíguez        | Davanter    |
| 11     | Hongria          | Krisztián Németh    | Davanter    |
| 12     | Polònia          | Wojciech Szczesny   | Porter      |
| 13     | França           | Armand Traoré       | Defensa     |
| 14     | Irlanda del Nord | Craig Cathcart      | Defensa     |
| 15     | Espanya          | Guillem Savall      | Defensa     |
| 16     | Espanya          | Bojan Krkić         | Migcampista |
| 17     | Portugal         | Romeu Ribeiro       | Migcampista |
| 18     | Alemanya         | Manuel Fischer      | Davanter    |
| 19     | Sèrbia           | Nenad Adamović      | Defensa     |
| 20     | Països Baixos    | Vurnon Anita        | Davanter    |